# Jakub Považanec
Jakub Považanec (* 31. ledna 1991 Banská Bystrica) je slovenský profesionální fotbalista, který hraje na pozici defensivního záložníka za slovenský klub FK Dukla Banská Bystrica. Je také bývalým slovenským mládežnickým reprezentantem.

## Klubová kariéra
Svoji fotbalovou kariéru začal v FK Dukla Banská Bystrica, kde se v roce 2009 propracoval do prvního týmu.
V květnu 2014 se domluvil na tříletém angažmá s FK Dukla Praha.
V lednu 2017 podepsal tříletý kontrakt s FK Jablonec.
Považanec v létě 2023 dostal od šéfa klubu Miroslava Pelty svolení hledat si nové angažmá. Považanec se údajně pohádal s novým trenérem Radoslavem Látalem. Považanec působil v Jablonci téměř sedm let. V české lize má na kontě 272 startů a 19 branek.
Považanec se po nečekaném konci v Jablonci vrátil do Dukly Banská Bystrica, kde svou kariéru začal.

## Reprezentační kariéra

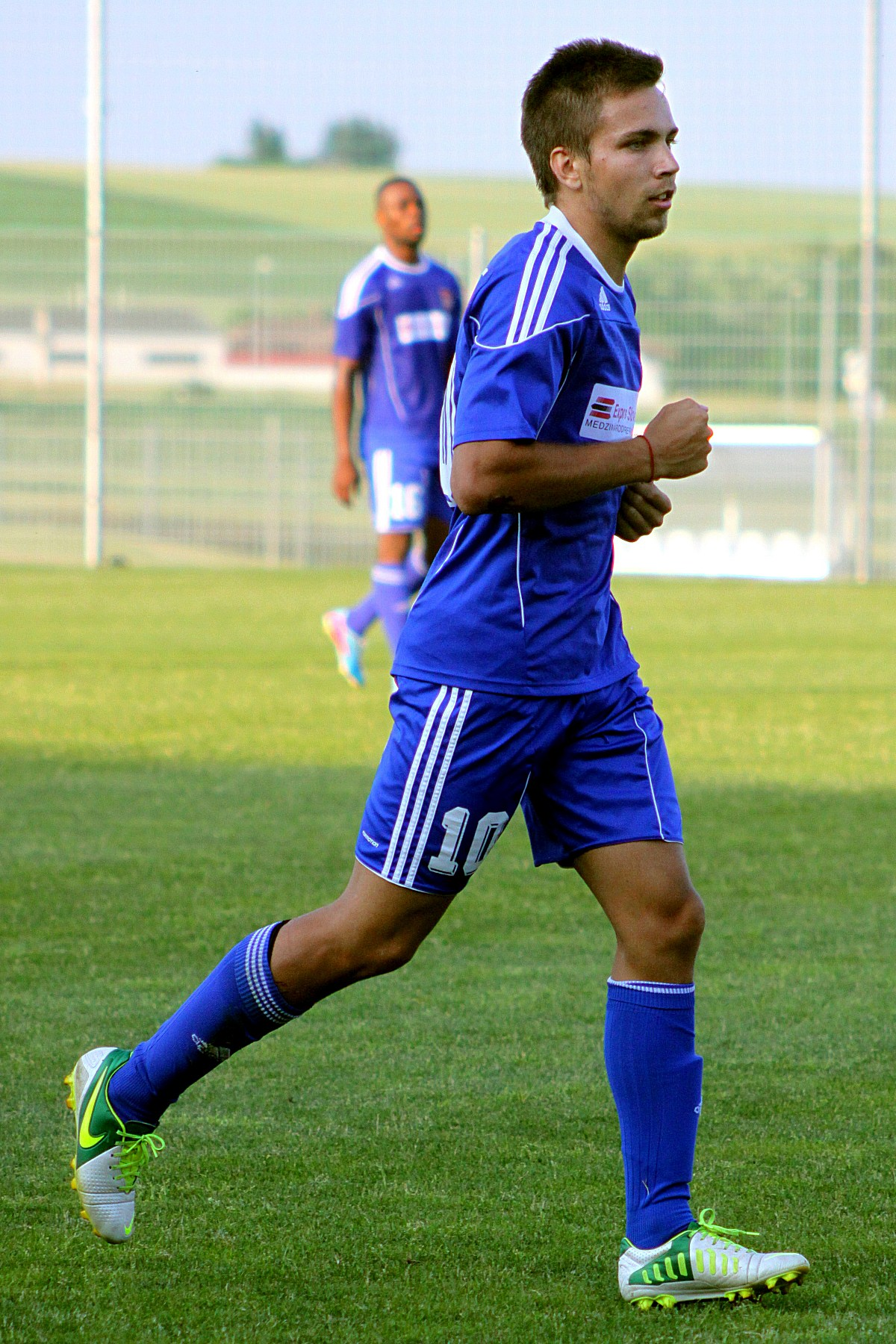
Jakub Považanec

Figuroval v kádru slovenského reprezentačního výběru U21 vedeného trenérem Ivanem Galádem v kvalifikaci na Mistrovství Evropy hráčů do 21 let 2013 v Izraeli, ve které se Slovensko probojovalo do baráže proti Nizozemsku, avšak oba barážové zápasy prohrálo shodným výsledkem 0:2.
Koncem srpna 2016 jej trenér Ján Kozák poprvé nominoval do A-mužstva slovenské reprezentace pro kvalifikační zápas s Anglií hraný 4. září (porážka 0:1 v Trnavě, Považanec do utkání nezasáhl).